# Hans Hinrich Wendt

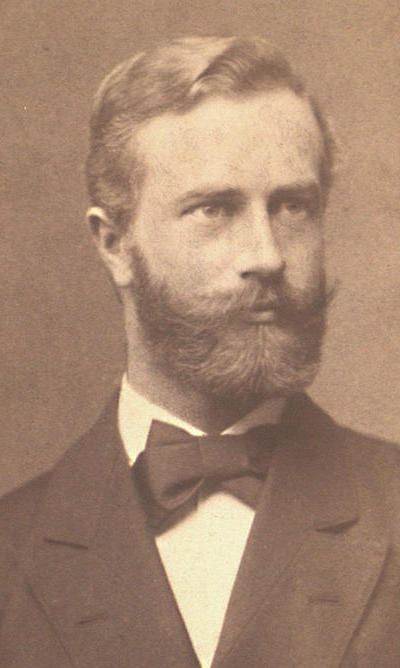
Hans Hinrich Wendt

Hans Hinrich Wendt (* 18. Juni 1853 in Hamburg; † 19. Januar 1928 in Jena) war ein deutscher evangelischer Theologe.
Hans Hinrich Wendt wurde den 18. Juni 1853 in Hamburg geboren. Er war der Sohn des Hamburger Pastors an St. Katharinen Hans Hinrich Wendt (1813–1862) und dessen Ehefrau Maria Friederike Emilie, geborener Weber (1828–1911). 1872 begann Wendt ein Studium der evangelischen Theologie und der Philosophie an der Universität Leipzig, das er in Tübingen, Marburg und Göttingen fortsetzte. In Marburg lernte Wendt Johannes Weiß kennen, zu dem er ein freundschaftliches Verhältnis unterhielt. An der Universität Göttingen fand Wendt in dem Theologen Albrecht Ritschl und in dem Philosophen Hermann Lotze akademische Lehrer, die sein weiteres Denken maßgebend bestimmten. Am 2. Dezember 1875 wurde Wendt in Göttingen zum Doktor der Philosophie promoviert. 1877 wurde er nach seiner Licentiatenpromotion Privatdozent und 1881 außerordentlicher Professor für Systematik und neutestamentliche Theologie in Göttingen, 1883 ordentlicher Professor an der Universität Kiel, 1885 als Nachfolger Daniel Schenkels an der Universität Heidelberg und 1893 an der Universität Jena. Seine theologische Wirksamkeit entfaltete er sowohl auf neutestamentlichem wie auf systematischem Gebiete.

## Schriften
Selbstständige Veröffentlichungen
- Notiones carnis et spiritus, quomode in Vetere Testamento adhibeantur exponantur. Huth, Göttingen 1877.
- Die Begriffe Fleisch und Geist im biblischen Sprachgebrauch. Perthes, Gotha 1878.
- Kritisch exegetisches Handbuch über die Apostelgeschichte. 5. Auflage. Bearbeitet von Hans Hinrich Wendt. 1880. Als: Kritisch-exegetischer Kommentar über das Neue Testament. Begründet von Heinrich August Wilhelm Meyer, herausgegeben von Ferdinand Hahn. 3. Abteilung. Vandenhoeck & Ruprecht, Göttingen 1880.
- Über das sittlich Erlaubte. Als: Sammlung gemeinverständlicher wissenschaftlicher Vorträge. Serie 15, Heft 345. Habel, Berlin 1880.
- Die christliche Lehre von der menschlichen Vollkommenheit. Vandenhoeck & Ruprecht, Göttingen 1882.
- Die Lehre Jesu. 2 Bände. Vandenhoeck & Ruprecht, Göttingen 1886–1890. Band 1: Die evangelischen Quellenberichte über die Lehre Jesu. 1886; 2. Auflage 1901. Band 2: Der Inhalt der Lehre Jesu. 1890; 2. Auflage 1901.
- Über Adolf Harnack’s Dogmen-Geschichte. Vandenhoeck & Ruprecht, Göttingen 1888.
- Die Norm des echten Christentums. Als: Hefte zur „Christlichen Welt“. Heft 5. Grunow, Leipzig 1893.
- Die Aufgabe der systematischen Theologie. Akademische Antrittsvorlesung in Jena, gehalten am 28. Oktober 1893. Vandenhoeck & Ruprecht, Göttingen 1894.
- Der Erfahrungsbeweis für die Wahrheit des Christentums. Vandenhoeck & Ruprecht, Göttingen 1897.
- Das Johannesevangelium. Eine Untersuchung seiner Entstehung und seines geschichtlichen Wertes. Vandenhoeck & Ruprecht, Göttingen 1900.
- The idea and reality of revelation and typical forms of christianity. Zwei Vorlesungen. Green, London 1904.
- System der christlichen Lehre. 2 Teile. Vandenhoeck & Ruprecht, Göttingen 1906–1907.
- Christentum und Dualismus. Rede, gehalten bei der akademischen Preisverteilung am 19. Juni 1909. Neuenhahn, Jena 1909. 2. Auflage: Vandenhoeck & Ruprecht, Göttingen 1920.
- Die Schichten im vierten Evangelium. Vandenhoeck & Ruprecht, Göttingen 1911.
- Die sittliche Pflicht. Eine Erörterung der ethischen Grundprobleme. Vandenhoeck & Ruprecht, Göttingen 1916.
- Fürs innere Leben zur Kriegszeit.
Heft 1. Als: Volksschriften zum großen Krieg. Heft 94/95. Evangelischer Bund, Berlin 1916.
Heft 2. Als: Volksschriften zum großen Krieg. Heft 120/121. Evangelischer Bund,. Berlin 1917.
- Feldbriefe eines 9. Jägers. Herrcke & Lebeling, Stettin 1918.
- Woran glauben wir evangelischen Christen? Ein Glaubensbekenntnis für die Gegenwart. Als: Volksschriften zum Aufbau. Heft 5. Evangelischer Bund, Berlin 1919.
- Die Johannesbriefe und das johanneische Christentum. Buchhandlung des Waisenhauses, Halle (Saale) 1925.
- Die Augsburgische Konfession im deutschen und lateinischen Text. Mit Erklärung des Inhalts und Beifügung der Hauptquellen. Buchhandlung des Waisenhauses, Halle (Saale) 1927.
- Zur Gewissensethik. Triebe und Gewissen, Gewissensethik und Werteethik, Gewissen und Glauben. Buchhandlung des Waisenhauses, Halle (Saale) 1928.

Unselbstständige Veröffentlichungen
- Die geschichtliche und die christlich-religiöse Betrachtung Jesu Christi. In: Die Christliche Welt. Band 5. 1891, S. 563–568, S. 874–877.
- Der Kern der Corneliuserzählung Acta 10, 1–11, 18. In: Zeitschrift für Theologie und Kirche. Band 1. 1891, S. 230–254.
- Eine Quellenspur in der Apostelgeschichte. In: Theologische Studien und Kritiken. Band 65. 1892, S. 271–282.
- Das Verhältniss der inneren Mission zur kirchlichen Organisation. Vortrag, gehalten im academischen Missionsverein zu Heidelberg am 5. August 1891. In: Zeitschrift für Theologie und Kirche. Band 2. 1892. S. 146–170.
- Das Reich Gottes in der Lehre Christi. In: Die Christliche Welt. Band 7. 1893, S. 338–342, S. 361–365, S. 386–391, S. 410–413.
- Die Lehre des Paulus verglichen mit der Lehre Jesu. In: Zeitschrift für Theologie und Kirche. Band 4. 1894, S. 1–78.
- Das Eigentum nach christlicher Beurteilung. In: Die Verhandlungen des Achten Evangelisch Sozialistischen Kongresses. Abgehalten zu Leipzig am 10. und 11. Juni 1897. Nach den stenographischen Protokollen. Göttingen 1897, S. 9–34.
- Das Eigentum nach christlicher Beurteilung. In: Zeitschrift für Theologie und Kirche. Band 8. 1898, S. 97–128.
- Ignaz von Döllingers innere Entwickelung. In: Zeitschrift für Kirchengeschichte. Band 24. 1903, S. 281–309.
- Recht und Schranken des Individualismus im Christentum. In: Zeitschrift für Theologie und Kirche. Band 22. 1912.
- Der „Anfang“ am Beginn des ersten Johannesbriefes. In: Zeitschrift für die neutestamentliche Wissenschaft. Band 21. 1922, S. 38–42.
- Die Beziehung unseres ersten Johannesbriefes auf den zweiten. In: Zeitschrift für die neutestamentliche Wissenschaft. Band 21. 1922, S. 140–145.
- Albrecht Ritschls theologische Bedeutung. Zu seinem hundertsten Geburtstag (25. März 1922). In: Zeitschrift für Theologie und Kirche. Neue Folge Band 3. 1922, S. 3–48.
- Zum ersten Johannesbrief. In: Zeitschrift für die neutestamentliche Wissenschaft. Band 22. 1923, S. 57–79.
- Zum zweiten und dritten Johannesbrief. In: Zeitschrift für die neutestamentliche Wissenschaft. Band 23. 1924, S. 18–27.
- Die Hauptquellen der Apostelgeschichte. In: Zeitschrift für die neutestamentliche Wissenschaft. Band 24. 1925, S. 293–305.